# Chiesa della Nunziatella
Koordinaten: 40° 49′ 58,4″ N, 14° 14′ 40,8″ O

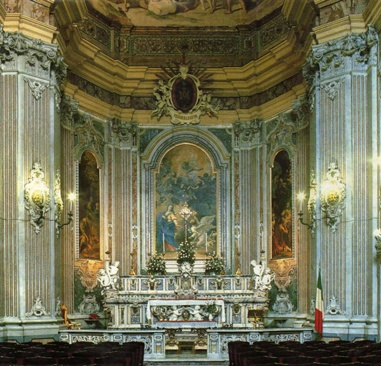
Apsis mit Hauptaltar

Die Chiesa della Nunziatella ist eine kleine Barockkirche in Neapel in der gleichnamigen Straße, der via Nunziatella. Sie ist Mariä Verkündigung geweiht und ihr vollständiger Name lautet Chiesa della Santissima Annunziata, aber um sie von der großen Kirche Santissima Annunziata Maggiore zu unterscheiden, nennt man sie allgemein in der Verkleinerungs- oder Koseform: Annunziatella oder Nunziatella. Seit dem späten 18. Jahrhundert gehört sie zu einer Militärschule, der nach ihr benannten Scuola militare Nunziatella.

## Geschichte
Die Kirche wurde ursprünglich 1588 von der Adeligen Anna Mendoza Marchesa della Valle gestiftet, die sie in der Folge den Jesuiten übergab. Diese eröffneten ein dazugehöriges Noviziat auf dem Hügel von Pizzofalcone und veranlassten ab 1713 eine gründliche Renovierung und Modernisierung der Gebäude.
Ihr aktuelles, spätbarockes Aussehen erhielt die Kirche 1736 durch den Architekten Ferdinando Sanfelice.
Als die Jesuiten 1773 vertrieben wurden, kam der Gebäudekomplex anfangs in die Hände der Padri Somaschi, die ein Kolleg für die Söhne der Malteserritter gründeten. Bereits im darauffolgenden Jahr mussten die Somasker jedoch nach Gesù Vecchio übersiedeln, und König Ferdinand I. eröffnete im Gebäude das Königliche Militärkolleg (Real Collegio Militare), das 1787 in der nach wie vor bestehenden Scuola Militare Nunziatella aufging. Die "Nunziatella"-Kirche fungierte von da an als Kapelle der Militärschule.

## Beschreibung

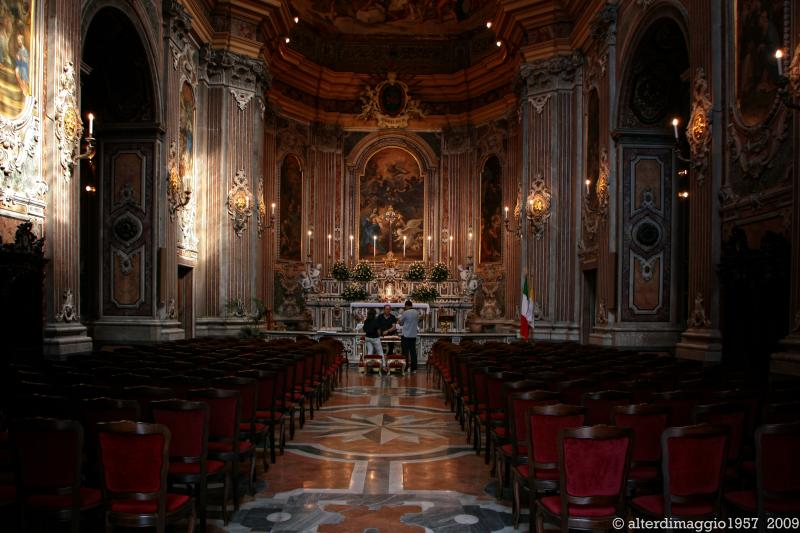
Der Innenraum

Die Fassade wird durch dezente Schmuckformen und durch glatte Pilaster gegliedert, deren Kapitelle unten der ionischen und oben der Kompositordnung entsprechen. Ihr Mittelteil ist leicht nach vorn gewölbt und wird auch durch das elegante Portal aus weißem Marmor und das darüberliegende einzige große Fenster, sowie durch den ornamentalen Verlauf des Daches deutlich akzentuiert.
Der Innenraum besteht aus einem einzigen Schiff mit zwei Kapellen an beiden Seiten und ohne Querschiff. Er ist ein Juwel des Spätbarock, mit einer sehr schönen, kostbaren vielfarbigen Marmordekoration im typisch neapolitanischen Stil und mit Rokokomalereien von hoher Qualität, die zusammen ein perfektes Ganzes aus einem Guss bilden. Der ungewöhnlich schöne Fußboden mit Ornamenten aus Marmor-Intarsien und roten Cotto-Fliesen rundet das Gesamtbild ab.
Die Gewölbefresken schuf Francesco De Mura: die Himmelfahrt Mariens im Kirchenschiff stammt aus seiner Reifezeit von 1751. Darumherum in den Ecken sieht man eine Serie von Tugenden in Grisaille-Technik. Die Anbetung der Könige in der Apsis entstand fast 20 Jahre früher und wurde von De Mura mit 1732 datiert.

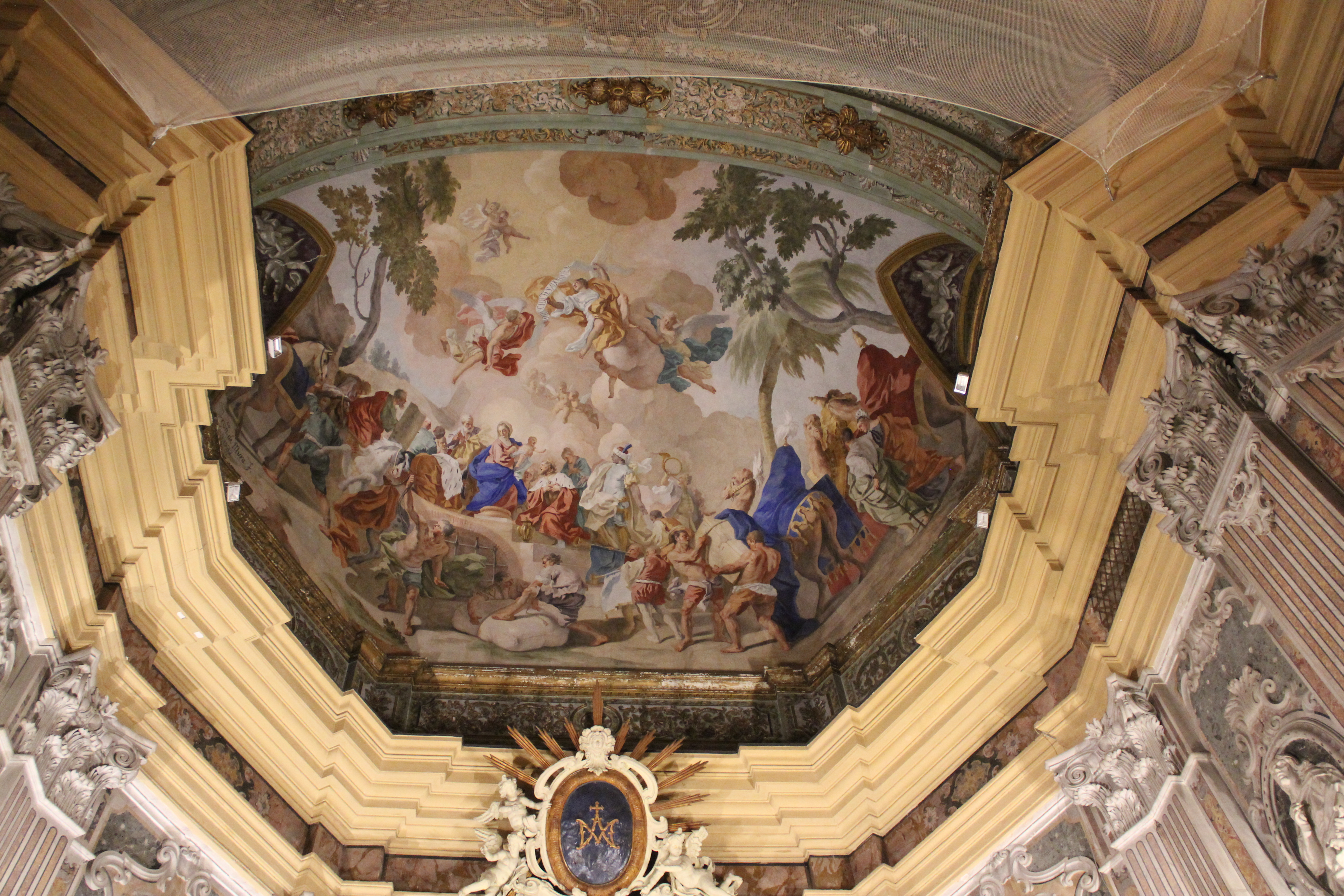
Fresko mit der Anbetung der Könige von Francesco De Mura

Der dreiteilige Marienzyklus an den Wänden der Apsis ist eines der Hauptwerke von Ludovico Mazzanti, der sich hier selber übertraf. Die Bilder zeigen: in der Mitte über dem Altar die Verkündigung, links davon die Visitation, und rechts die Geburt Jesu. Mazzanti malte auch die vier Heiligen an der Eingangsfassade (die Hl. Petrus, Paulus, San Francesco Regis und San Francesco Borgia). Die Engelsfiguren um den Hauptaltar schuf Giuseppe Sanmartino 1756–57, wahrscheinlich nach Originalentwürfen von Sanfelice.
Die beiden linken Seitenkapellen sind den Jesuitenheiligen Franz Xaver und Ignatius geweiht. Die Altarbilder sind wieder von Francesco De Mura, die übrigen Malereien an Seitenwänden und Decken schuf Giuseppe Mastroleo.
Die erste Kapelle rechts ist der Passion Christi gewidmet und mit einem entsprechenden Gemäldezyklus ausgestattet, die Kreuzigung auf dem Hauptaltar ist ein Werk von Ludovico Mazzanti; die Beweinung Christi malte Pacecco de Rosa 1646 (signiert und datiert). Das weißmarmorne Grabmal des Don Giovanni Assenzio Goyzueta (verstorben 1783) schuf Salvatore Di Franco, ein Schüler Giuseppe Sammartinos.
Es folgt auf der gleichen Seite die Kapelle des Heiligen Stanislaus Kotska, der auch auf den Gemälden zu sehen ist. Das Altarbild von Paolo De Matteis zeigt den Heiligen zusammen mit der himmelfahrenden Madonna. Die beiden seitlichen Bilder sind wieder von Ludovico Mazzanti und die Kuppelfresken von Giuseppe Mastroleo.

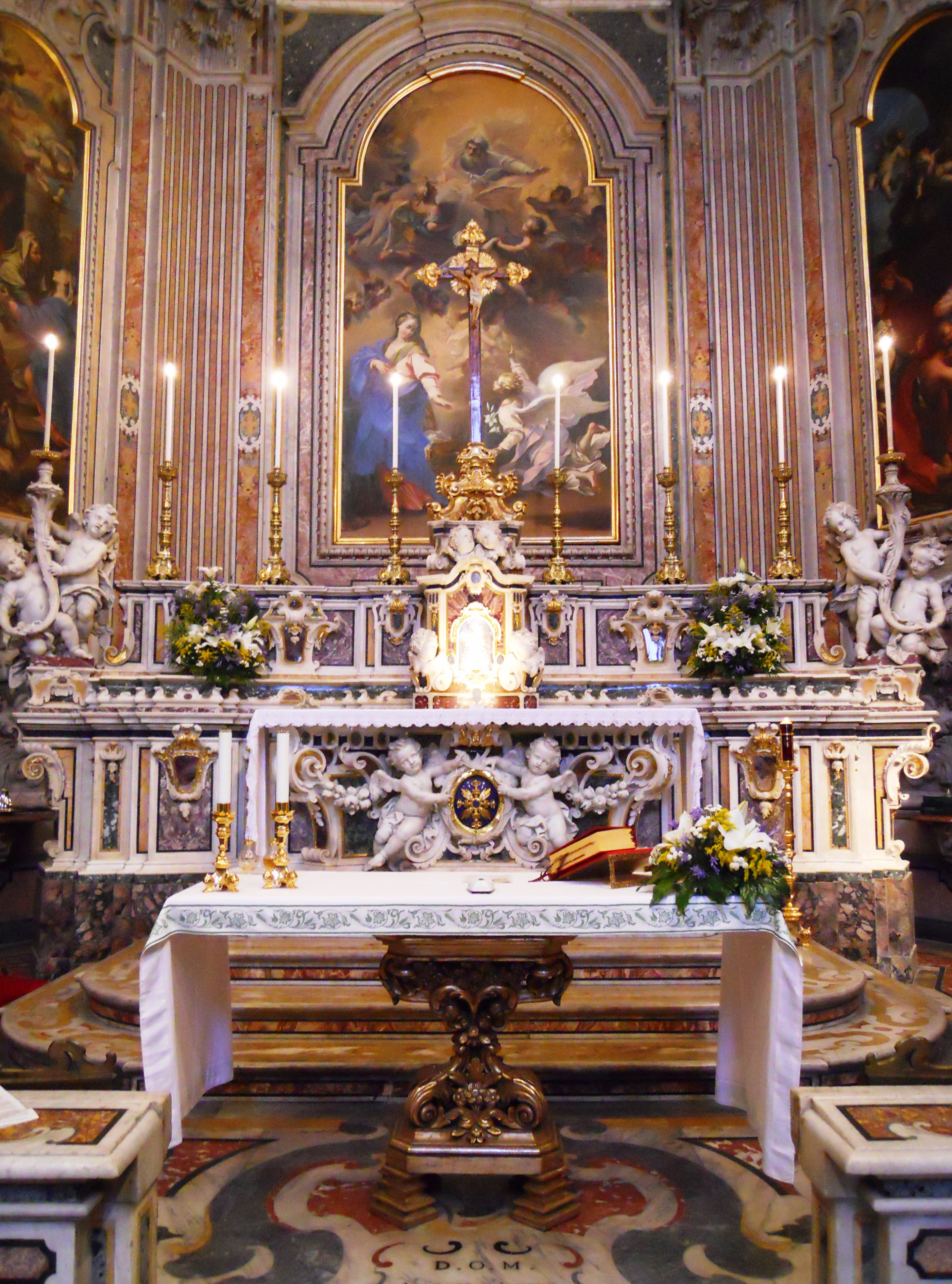
Der Hauptaltar mit Mazzantis Verkündigung